# Anelaphus brevidens
Anelaphus brevidens là một loài bọ cánh cứng trong họ Cerambycidae.